# ФК Пролетер (Нови Сад)
Пролетер (на сръбски: Фудбалски клуб „Пролетер“ Нови Сад) е сръбски футболен клуб от град Нови Сад, Южнобачки окръг, автономна област Войводина. През сезон 2017/2018 заема първо място в Първа лига и получава възможността да играе за пръв път в Сръбска суперлига. В дебютния си сезон заема 8-ото място във Висшата лига. Домакинските си мачове играе на стадион „Слана Бара“, с капацитет 1200 зрители.

## История
Клубът е основан през 1951 година в СФР Югославия под названието „Сланобарац“, а 1953 година е преименуван на „Пролетер“, и по-голямата част в своята история играе в низшите лиги, а от сезон 2006/2007 участва във Вторая лига на Сърбия (Войводина) (3 ниво). През сезон 2008/2009 заема първото място и влиза в Първата лига (2 ниво на сръбския футбол). През 2017 – 208 година печели първата лига и за пръв път в Суперлигата на Сърбия (висшето ниво на Сръбския футбол).

## Предишни имена
| Години      | Име          |
| ----------- | ------------ |
| 1951 – 1953 | „Сланобарац“ |
| 1953 –      | „Пролетер“   |

## Успехи
- Сръбска суперлига
  - 8-о място (1): 2018/19
- Купа на Сърбия:
  - 1/8 финалист (5): 2009/10, 2010/11, 2011/12, 2014/15, 2017/18
- Първа лига на Сърбия по футбол: (2 ниво)
  -  Победител (1): 2017/18
- Сръбска лига Войводина: (3 ниво)
  -  Победител (1): 2008/09[3]

## Известни играчи[4]
- Предраг Бошняк
- Желко Бъркич
- Мирко Иванич